# 耶妮·赫莱斯
耶妮·诺雷拉·盖莱斯·赫莱斯（西班牙語：Yeinny Norela Geles Moreno，1997年12月6日—），哥伦比亚女子举重运动员，2022年南美运动会女子87公斤以上级铜牌得主、2023年世界举重锦标赛女子87公斤级银牌得主。